# Fate
Fate är en stad i Rockwall County i den amerikanska delstaten Texas med en yta av 12,3 km² och en folkmängd, som uppgår till 497 invånare (2000). Folkmängden uppskattas sedan dess ha mångfaldigats på grund av tillväxten av storstadsområdet Dallas-Fort Worth Metroplex.

## Kända personer födda i Fate
- Ralph Hall, kongressledamot